# Ephyrodes thermisioides
Ephyrodes thermisioides là một loài bướm đêm trong họ Erebidae.